# 女黑俠木蘭花 (電視劇)
《女黑俠木蘭花》，是香港電視廣播有限公司的懷舊電視劇，全劇共18集。由倪匡（當時筆名魏力）冒險小說《女黑俠木蘭花系列》改編。本片上映創造80%以上的收視紀錄，平均收視高達48點，造成轟動，並且引進美國加拿大播映。.

## 演員表
- 趙雅芝 飾 木蘭花
- 黃錦燊 飾 高　翔（地球）
- 楊盼盼 飾 木秀珍（木棉花）
- 張英才 飾 木一龍
- 曾　江 飾 程無悔
- 藍　天 飾 龍　坤
- 張國強 飾 雲乘風
- 關菊英 飾 雲昭儀 (月球)
- 楊　群 飾 雲天鵬（太陽）
- 秦　煌 飾 曹特華
- 關海山 飾 熊振東 (水星) (太陽替身)
- 秦 沛 飾 麥佳 (火星)
- 黃志偉 飾 冥王星
- 李國麟 飾 老友清
- 上官玉 飾 奶　媽  (紅辣椒)
- 黃文慧 飾 龍坤妻
- 梁少狄 飾 土星
- 廖駿雄 飾 金星
- 甘國衛 飾 寶國源
- 劉國誠 飾 剛
- 羅偉平 飾 關國材